# Pießig
Pießig (niedersorbisch Pěski) ist ein Ortsteil der Stadt Sonnewalde im Landkreis Elbe-Elster in Brandenburg.

## Geografie und Verkehrsanbindung
Pießig liegt südöstlich der Kernstadt Sonnewalde an der Kreisstraße K 6230. Westlich und südlich verläuft die B 96. Südlich fließt die Kleine Elster, südöstlich erstreckt sich das rund 47 ha große Naturschutzgebiet Tanneberger Sumpf - Gröbitzer Busch.

## Geschichte
Pießig wurde am 1. Januar 1978 nach Goßmar eingemeindet.

## Sehenswürdigkeiten
- In der Liste der Baudenkmale in Sonnewalde ist für Pießig die Wassermühle als einziges Baudenkmal aufgeführt. Sie wurde zwischen 1820 und 1823 errichtet und diente Mahl- und Sägezwecken.